# Білокриницький жіночий монастир РПСЦ
Білокриницький жіночий монастир Древлеправославної Церкви України — монастир Древлеправославної Церкви України, історичний центр Білокриницької ієрархії. Розташований в селі Біла Криниця Чернівецького району Чернівецької області.
У Білій Криниці раніше діяло два монастирі: Покровський чоловічий та Успенський жіночий.

## Історія

### Заснування
У 1783 році австрійський імператор Йосиф II видав патент, гарантував свободу віросповідання старообрядцям і звільнив їх від податків на 20 років. У 1785 році в буковому лісі Білої Криниці був відкритий нелегальний древлеправославний (старообрядницький) скит, закритий австрійською владою в 1791 році. Надалі монастир існував в самому селищі. Принаймні до 1803 року він діяв нелегально.

### Розбудова
У 40-х роках XIX століття з Росії до монастиря прибули Павло (Великодворський), Алімпій (Мілорадов) та Геронтій (Колпаков), що розпочали діяльність по відновленню трьохчинної ієрархії древлеправославних християн. 12 жовтня 1846 року в Покровському соборі монастиря відбулося приєднання до древлеправослав'я колишнього православного митрополита Амвросія (Паппа-Георгополі). 7 січня 1847 року ним одноосібно був рукопокладений на єпископа священник Кирило (Тимофєєв), що поклало початок Білокриницької ієрархії. 6 грудня 1847 року, на вимогу російського уряду, австрійські власті викликали митрополита до Відня, звідки він був відправлений на заслання до міста Целє. Монастир був офіційно закритий, але незабаром знову самовільно відновив діяльність. Австрійський уряд визнав доконаний факт створення древлеправославної (старообрядницької) митрополії.
З моменту відновлення трьохчинної ієрархії Білокриницький монастир був єдиним центром громад, монастирів білокриницької згоди, також одночасно були утворені архієпископії та єпархії на територіях практично у всіх держав Європи, Америки, де перебували християни, які приємлють древне благочестя. Наприкінці XIX століття у Білій Криниці був заснований жіночий монастир. У 1900-1908 роках у монастирі був побудований Успенський собор, який став головним храмом жіночої обителі.
На початок ХХ століття Біла Криниця нараховує близько 20 культових споруд: церков, келій та інших будівель. Найвеличнішими храмами «старообрядницького Єрусалиму» були багатокупольний Покровський собор з величезною п'ятиярусною дзвіницею 45 метрів заввишки та зимова Никольська церква з масивним куполом. 

### Руйнування за часів радянізації
Влітку 1940 року Північна Буковина була приєднана до СРСР. Білокриницький митрополит Силуян (Кравцов) вимушено, через переслідування радянською владою, переносить свою кафедру до міста Бреїла, але продовжує називатися митрополитом Білокриницьким. Монастирі було закрито, в будівлях митрополії і чоловічого монастиря була розміщена прикордонна застава. В ході боїв у червні 1941 року ці будівлі були майже повністю зруйновані. Після визволення Білої Криниці руїни монастиря використовували як джерело для будматеріалів.

### Музей
У 1988 році Центральний музей давньоруської культури й мистецтва імені Андрія Рубльова відкрив свою філію на території колишнього монастиря, але після розпаду СРСР фінансування припинилося і в 1996 році місцевий музей був закритий. У 1987-1996 роках священноінок Севастіан (Озерський) зробив перші спроби відродити монастирі.

### Відродження
У 1993 році було освячено відновлений Успенський собор. Жіночий монастир був знову відкритий. Станом на 2011 рік у ньому проживало шість черниць.
Від старих пам’яток культового зодчества Білої Криниці сьогодні залишилося лише два храми: церква Козьми і Дем’яна, знаходиться на початку села праворуч від дороги. Вперше побудована наприкінці XVIII століття, церква зазнала перебудов протягом ХІХ століття, під час яких вона набула теперішнього вигляду. Поруч з Козьмодем’янівською церквою вже в роки незалежності постала ще одна дерев’яна церківка з невеликою банею над навою – храм Святого Миколая, що слугує зимовою церквою.